# 新德維爾
50°58′15″N 24°46′44″E / 50.97083°N 24.77889°E
新德維爾（烏克蘭語：Новий Двір），是烏克蘭的村落，位於該國西部沃倫州，由科韋利區負責管轄，始建於1570年，面積1.9平方公里，海拔高度197米，2001年人口469，人口密度每平方公里247.49人。